# Högerpartiet de konservativa
Högerpartiet de konservativa var ett politiskt parti i Sverige, verksamt åren 2004–2007 samt 2014. Partiet menade sig utgöra ett eget alternativt politiskt block, "det kyrkliga blocket", i motsats till det socialistiska och det borgerliga blocket. Partiets grundare och ordförande var juridikstudenten Carl-Johan Swärdenheim, med bakgrund år 2000 i Kristdemokratiska ungdomsförbundet och det värdekonservativa nätverket Engelbrekt. Han väckte i egenskap av partiets ordförande viss medial uppmärksamhet för rättsprocesser mot Sverigedemokraterna och andra organisationer och personer.
Partiet deltog i Europaparlamentsvalet 2004 med en lista som bestod av fyra namn och fick 29 röster. Inför riksdagsvalet 2006 beställde partiet inga valsedlar. 2014 beställde partiet bara valsedlar till Stockholms läns valkrets och fick där två röster .

## Politik
Partiet saknade ett fastslaget politiskt program men sade sig vila på en värdekonservativ grund och beskrev sig själv som ”kungatroget, kristligt och svensk-folkligt”, vilket de förklarade innebar ”att vi sätter vårt folk och vår kristna tro främst". Partiet ansåg att tendenser i samtiden kulle innebära att "alltfler människor med tiden kommer att gå in i väggen och se tomheten i en värld utan Gud, utan svenskhet, utan rätt och fel, och utan mening."
Partiet menade sig utgöra ett eget alternativt politiskt block, "det kyrkliga blocket", i motsats till det socialistiska blocket och det borgerliga blocket. I en intervju i studenttidningen Lundagård svarade en partirepresentant att om de kom till makten skulle de "fundera på om ståndsriksdagen ska återinföras".

## Historik
Våren 2004 registrerades partiet hos Valmyndigheten.
Partiet deltog i Europaparlamentsvalet 2004 med en lista som bestod av fyra namn och fick 29 röster. De fyra kandidaterna identifierades respektive som partiombudsman för Högerpartiet de konservativa, förbundsordförande för Konservativ ungdom, kretsordförande för Högerstudenterna och kretsordförande för Högereleverna. Av dessa har endast Högerstudenterna vid Stockholms universitet (som var representerat i kårfullmäktige i två år) och motsvarande förening Lund bedrivit offentlig verksamhet. Partiet identifierade alla sina kandidater som "unionsmotståndare" och menade att Sverige historiskt har dåliga erfarenheter av unioner sedan Kalmarunionen och Svensk-norska unionen. Man menade också på att EU "är ett farligt politiskt experiment, som riskerar att trasa sönder den nationella kulturen".
Inför riksdagsvalet 2006 beställde partiet inga valsedlar. Totalt röstade fem personer på "Högerpartiet" i riksdagsvalet 2006, däremot ingen på "Högerpartiet de konservativa".

## Kontroverser
Högerpartiet de konservativa anklagade Sverigedemokraterna för varumärkesintrång i samband med att Sverigedemokraterna bytte logotyp. Dessutom anklagades Föreningen Heimdal i Uppsala för antisemitism, då föreningen inte önskade ha Carl-Johan Swärdenheim som medlem. Därutöver anklagades den antirasistiske forskaren Tobias Hübinette för förtal och rasism, då han felaktigt anklagat 200 officerare för antisemitism.
Diskussionen om Sverigedemokraternas varumärkesstöld väcktes åter till liv då Högerpartiet kampanjat om detta under Almedalsveckan sommaren 2007.